# Stridsvagn m/37
A Stridsvag m/37 vagy Strv m/37 a csehszlovák AH-IV kisharckocsi svéd változata volt.

## Története
Az AH-IV népszerű volt Románia és Irán körében, és a svéd hatóságok előtt tett bemutató után Svédország 1937-ben 48 AH-IV-t rendelt. Ezek közül kettőt Csehszlovákiában építettek; a másik 46-ot, Strung m/37 néven építették a Jungner engedélyével Oskarshamnban, a Volvo az erősebb motort, sebességváltót és lánctalpat, az Avesta a páncélt készítette. 
A ČKD egy prototípus elkészítése után szállította a többi alkatrész nagy részét. A harckocsi erősen módosult, így ez a változat nehezebb és nagyobb lett, mint az AH-IV. A toronyba két svéd gyártmány 8 mm-es Ksp m/37 géppuska került.

## Gyártás
Ezekből a járművekből 1938 és 1939 között 48 darabot szállítottak a svéd hadseregnek.

## Szolgálat
Az Strv m/37-eseket először az 1. páncélos zászlóaljhoz szállították. 
1943 és 1944 között az újonnan alakult páncélos dandárokhoz kerültek. 
Ezt követően a harckocsik az I 2, I 9, I 10 és a P 1 G gyalogezredeknél szolgáltak Gotlandon. 
Az Strv m/37-esek 1953-ig voltak szolgálatában.

## Napjainkban
Napjainkra nyolc darab Strv m/37 maradt fenn, ezek közül négy üzemképes állapotban, melyek közül egyet egy múzeumban állítottak ki.